# Never Before
''Never Before'' é uma canção da banda britânica Deep Purple, do álbum Machine Head, e foi lançada como single, atingindo a posição #35 nas paradas musicais do Reino Unido.
Um vídeo promocional foi lançado para a música na época.

## Performances ao vivo
A música foi raramente tocada ao vivo pela banda. A banda tocou a música no álbum ao vivo Deep Purple in Concert, que foi gravado no mesmo tempo do lançamento do single.
A banda também tocou a música numa tour em 2004, quando tocaram o álbum Machine Head na íntegra.

## Desempenho nas paradas
| Tabela musical                      | Posição mais alta |
| ----------------------------------- | ----------------- |
| Suíça (Schweizer Hitparade)         | 4                 |
| Alemanha (GfK Entertainment Charts) | 20                |
| Reino Unido (UK Singles Chart)      | 35                |
| Bélgica (Ultratop)                  | 45                |
| Austrália (Kent Music Report)       | 80                |

## Ficha técnica
- Ian Gillan – Vocal
- Ritchie Blackmore - Guitarra
- Roger Glover – Baixo
- Jon Lord – Teclado
- Ian Paice – Bateria